# Babe: Pig in the City
Babe: Pig in the City (prt: Babe - Um Porquinho na Cidade; bra: Babe - O Porquinho Atrapalhado na Cidade) é um filme australo-americano de 1998 dos gêneros aventura, fantasia e comédia dramática, dirigido por George Miller. É a sequência do filme Babe (1995) e continua as aventuras do personagem-título, um leitão com habilidade incomum de pastorear ovelhas, envolvendo-se numa jornada na cidade grande, ao lado de Esme, esposa de Arthur Hoggett. A maioria dos atores do primeiro filme retornou em seus respectivos papéis, entre eles James Cromwell, Miriam Margolyes, Hugo Weaving, Danny Mann, Roscoe Lee Browne e Magda Szubanski. Glenne Headly, Steven Wright, Nathan Kress e Mickey Rooney estão entre os intérpretes dos novos personagens que o porco encontra na cidade. Elizabeth Daily substituiu Christine Cavanaugh no papel de Babe.
A pré-produção iniciou-se em 1996, um ano após o bem-sucedido lançamento de Babe, que teve uma recepção bastante positiva entre o público e a crítica. Contando com um orçamento estimado em 90 milhões de dólares, muito superior ao de seu antecessor, Babe: Pig in the City foi filmado entre 1997 e 1998 em Nova Gales do Sul, no Fox Studios Australia, localizado no centro de Sydney, e algumas de suas cenas externas foram registradas em diversos pontos de referência da cidade. As filmagens envolveram quase 800 espécies de animais vivos, 50 treinadores de animais e centenas de outros profissionais nos bastidores.
Estreou nos Estados Unidos em 25 de novembro de 1998 e, em comparação ao filme original, teve um baixo retorno financeiro nas bilheterias. Embora não tenha recebido no país nenhum tipo de restrição quanto à classificação etária, vários críticos o consideraram sombrio, bizarro e violento para os espectadores mais jovens. Por outro lado, o filme também foi elogiado por muitos críticos, entre eles Roger Ebert, que o colocaram em suas listas de melhores filmes de 1998. O longa-metragem recebeu algumas nomeações a premiações diversas, porém, diferentemente de seu antecessor, que foi indicado para sete prêmios da Academia, recebeu apenas uma nomeação ao Oscar de Melhor Canção Original, por sua música-tema "That'll Do", em 1999.
O tom do filme é apontado como distante da atmosfera delicada e inocente do filme de 1995. Algumas cenas causaram controvérsia pelo retrato da crueldade contra animais e diversas publicações já discorreram sobre temas sérios abordados pelo longa-metragem, tais como abandono, morte, intolerância, exploração animal e alusões culturais e religiosas que estariam subentendidas no enredo. Atualmente reconhecido como um filme cult, é frequentemente listado entre as produções cinematográficas subestimadas na época em que foram lançadas, sendo mencionado pela revista Rolling Stone em sua lista dos melhores filmes da década de 1990. Foi adaptado para outras mídias, tais como livros, formatos caseiros de vídeo e jogos eletrônicos.

## Enredo
Após a vitória de Babe no concurso de pastoreio de ovelhas, Arthur Hoggett sofre um acidente, a situação financeira piora e um banco ameaça confiscar a fazenda. Esme Hoggett decide viajar com Babe até a cidade para inscrevê-lo num concurso de talentos. No aeroporto, um mal-entendido leva a polícia a suspeitar que Esme está carregando drogas. Ela é detida para interrogatório, perde o voo e hospeda-se com Babe num hotel que abriga vários animais em segredo.
Babe conhece os cães Nigel, Alan e Flealick, o macaco-prego Tug, os chimpanzés Zootie, Bob e Easy e o orangotango Thelonius. O palhaço idoso Fugly Floom, tio da proprietária do hotel, coloca Babe numa caixa e o leva para um hospital onde realizará um show de mágica para crianças. Esme pensa que o porquinho fugiu e sai à procura dele, mas acaba assaltada e presa após envolver-se num tumulto nas ruas. No hospital, ocorre um incêndio durante a apresentação de Fugly, que passa mal e morre.
À noite, os chimpanzés e Babe saem em busca de comida. Dois cães ferozes o perseguem pelas ruas, um deles cai num rio e é salvo por Babe, que é enaltecido por seu ato heroico. Babe convida vários animais de rua para o hotel, onde celebram um momento de comunhão e começam a cantar. Babe e o pato Ferdinand se reencontram, mas vizinhos incomodados com o barulho dos animais acionam a carrocinha para capturá-los. Babe, Ferdinand, Tug e Flealick escapam e conseguem libertar seus amigos.
Esme volta ao hotel e, acompanhada da proprietária do estabelecimento, parte para resgatar os animais e consegue recuperá-los após causar um grande tumulto no salão de festas do hospital. O hotel é alugado e transformado em uma discoteca, irritando os vizinhos com a música alta. A dona do hotel usa o dinheiro para pagar a dívida dos Hoggett e salva a propriedade deles. Ela e os animais da cidade se mudam para a fazenda, onde todos passam a viver felizes.

## Elenco
Na ordem dos créditos finais:
- Magda Szubanski — Esme Hoggett, esposa de Arthur.
- James Cromwell — Arthur Hoggett, proprietário de Babe.
- Mary Stein — Proprietária do hotel.
- Mickey Rooney — Fugly Floom, um palhaço.
- E.G. Daily — Babe (voz), o porquinho.
- Danny Mann — Ferdinand (voz), um pato doméstico branco.
- Glenne Headly — Zootie (voz), um chimpanzé fêmea.
- Steven Wright — Bob (voz), um chimpanzé.
- James Cosmo — Thelonius (voz), um orangotango.
- Nathan Kress / Myles Jeffrey — Easy (voz), um chimpanzé jovem.
- Stanley Ralph Ross — Bull terrier / Doberman (voz).
- Russi Taylor — Poodle Rosa (voz).
- Adam Goldberg — Flealick (voz), um jack russell terrier deficiente.
- Eddie Barth — Nigel, um bulldog, e Alan, um mastim napolitano (vozes).
- Bill Capizzi — Cão Farejador (voz).
- Miriam Margolyes — Fly (voz), uma border collie.
- Hugo Weaving — Rex (voz), um border collie.
- Roscoe Lee Browne — Narrador.
- Paul Livingston — Chef Furioso.
- Julie Godfrey — Vizinha desconfiada.
- Katie Leigh — Gatinho (voz).
- Evelyn Krape — Ovelha Velha e Gatos de rua (vozes).
- Michael Edward-Stevens — Cavalo (voz).
- Al Mancini e Larry Moss — Peixe (voz).
- Jim Cummings — Pelicano (voz).

## Produção

### Desenvolvimento

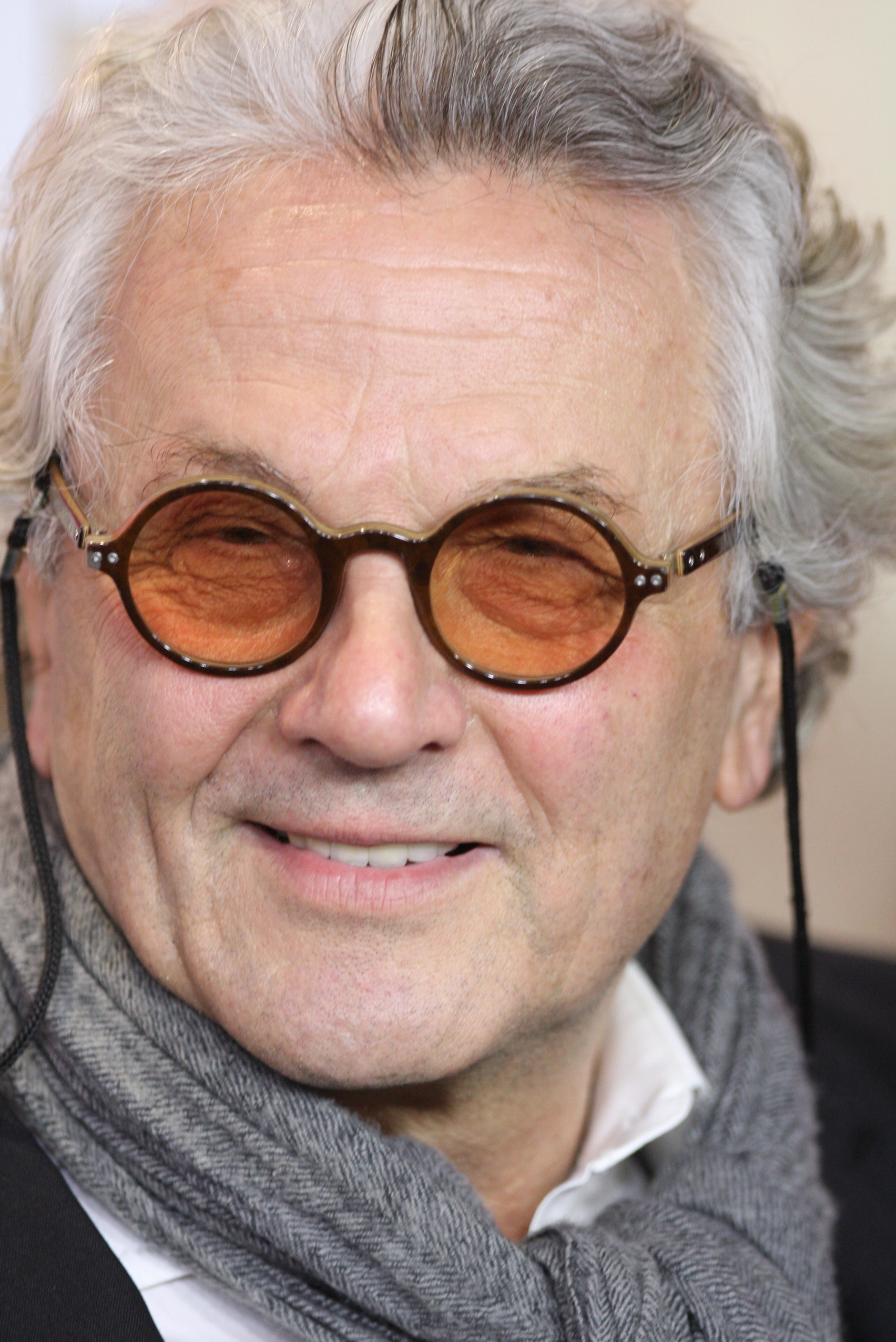
George Miller, roteirista e produtor do primeiro filme, assumiu o roteiro e também a direção da sequência.

O filme Babe, adaptação de um livro infantil de Dick King-Smith, The Sheep-Pig, foi um grande sucesso de bilheteria e crítica em 1995, apesar da pouca publicidade que recebeu antes do lançamento, das baixas expectativas comerciais e do elenco pouco conhecido. Com um orçamento de 30 milhões de dólares, o filme infantil arrecadou mais de 250 milhões em todo o mundo e destacou-se por seus efeitos especiais revolucionários para a época, os quais mostravam animais falantes de forma muito convincente. Aclamado pelos críticos por sua grande inventividade e mensagem de coragem, recebeu sete indicações ao Oscar, incluindo Melhor Filme; Chris Noonan foi nomeado a Melhor Diretor, James Cromwell a Melhor Ator Coadjuvante e o filme foi o vencedor do Oscar de Melhores Efeitos Visuais.
O inesperado êxito de Babe levou a Kennedy-Miller Productions, produtora do filme comandada por George Miller, e a Universal Studios, sua distribuidora, a planejarem uma sequência, para a qual foi destinado um orçamento de 90 milhões de dólares australianos. Segundo Miller, o filme teria custado aproximadamente 57 milhões em dólares dos Estados Unidos, embora a imprensa divulgasse na época que o custo real da produção teria chegado a 100 milhões. A continuação teve como título de trabalho Babe in Metropolis, sendo posteriormente renomeada para Babe: Pig in the City.

### Pré-produção
A pré-produção da sequência iniciou-se em outubro de 1996, quando George Miller, acompanhado do coprodutor Doug Mitchell e da figurinista Norma Moriceau, reuniu-se com o treinador de animais Karl Lewis Miller, que havia trabalhado no primeiro filme e mantinha um complexo formado por vários canis no Vale de São Fernando, na Califórnia; eles trataram da seleção dos animais que atuariam em Babe: Pig in the City. Mais tarde, o trio se reuniu com o também treinador Steve Martin num rancho arborizado na Califórnia, onde ele abrigava e treinava sua coleção de animais exóticos de várias espécies, entre eles os chimpanzés.
Karl Miller reassumiu a função de supervisor de animais e Martin foi contratado para treinar e lidar com os primatas do filme; ambos receberam as primeiras instruções de George Miller em novembro de 1996, as quais demandavam deles um número e variedade de espécies muito maiores do que no filme de 1995, pois desta vez os animais teriam muito mais destaque, com os humanos desempenhando apenas papéis de apoio. Os primeiros animais escolhidos para papéis importantes no filme foram Terrier – o jack russel terrier que interpretaria Flealick – e Charlie, o chimpanzé filhote que desempenharia o papel de Easy. Os animais do celeiro foram reunidos por Caroline Girdlestone e James Delaney, neozelandeses que haviam lidado com importantes cenas envolvendo ovelhas no longa-metragem original.

### Direção e roteiro
Apesar do grande sucesso do primeiro filme, seu diretor e corroteirista Chris Noonan sentia-se de fora da cobertura do fenômeno que Babe se tornou. Ele, que trabalhara no filme durante sete anos, tinha seu nome pouco divulgado na imprensa e nas premiações, que davam bastante destaque ao corroteirista e coprodutor George Miller. Essa situação acabou levando a uma disputa entre Noonan e Miller pela direção da sequência e, como resultado, Noonan não se envolveu no projeto de Babe: Pig in the City e Miller retornou nas funções de corroteirista e coprodutor, assumindo também a direção do longa-metragem. Noticiou-se que Noonan não foi nem mesmo convidado para a pré-estreia australiana do filme, um evento de gala para o elenco, equipe de produção, celebridades e críticos.
Miller escreveu o roteiro em parceria com a atriz Judy Morris e o escritor Mark Lamprell. Babe, Sra. Hoggett e Ferdinand, personagens do livro e do filme original, foram novamente usados na sequência, mas agora colocados em uma aventura inteiramente nova, ao explorarem o ambiente de uma metrópole. Dessa forma, o filme trata do contraste entre a fazenda cidade, incorporando no roteiro situações que remetem a temas como a inocência, a confiança, o drama dos desabrigados e a intolerância. Os três roteiristas reuniam-se em uma mesa todos os dias e revezavam para digitar durante um lento processo de aprimoramento da história, cuja escrita era completamente reiniciada caso Miller detectasse algo que não funcionasse no ritmo da narrativa.

### Escolha do elenco
Muito antes do início das filmagens, George Miller, os coprodutores Doug Mitchell e Bill Miller e os corroteiristas Judy Morris e Mark Lamprell dirigiram-se para Hollywood, onde realizaram audições para as vozes dos personagens animais. Parte do elenco de vozes do primeiro filme retornou para a sequência, a maioria em participações menores em razão do novo enredo, tais como Hugo Weaving e Miriam Margolyes, intérpretes, respectivamente, dos cães Rex e Fly, que continuam a dar conselhos sólidos e amorosos a seu agora filho adotivo Babe. Roscoe Lee Browne também voltou como o narrador.

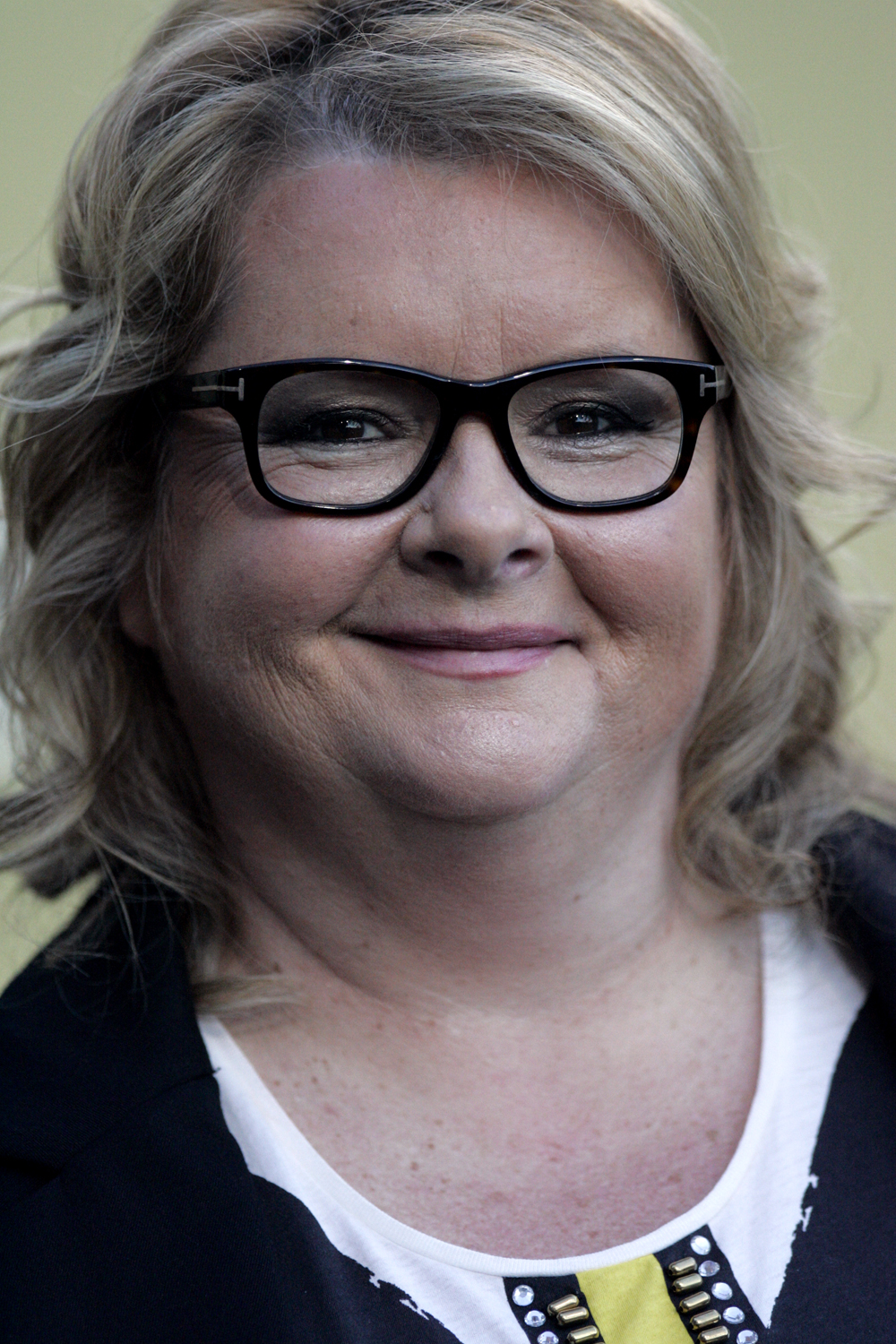
Magda Szubanski retornou no papel de Esme Hoggett, desta vez como a protagonista humana do filme, acompanhando Babe em suas aventuras.

James Cromwell e Magda Szubanski reinterpretaram o casal de fazendeiros Arthur e Esme Hoggett, mas desta vez Szubanski, comediante popular na Austrália, recebeu o papel principal do humano que acompanha Babe em suas aventuras, o que tornou a participação de Cromwell apenas secundária. Miller, admirador do talento de Szubanski, deu-lhe protagonismo após olhar fitas de trabalhos anteriores dela e descobrir que a comediante tinha predileção por comédia física, recurso que ele gostaria de explorar no filme.
Cromwell, que afirmava que "graças ao porco" havia conseguido uma carreira cinematográfica, começou a filmar suas cenas apenas um dia depois de terminar as filmagens de Snow Falling on Cedars. Seu personagem Arthur Hoggett, que era de poucas palavras no filme de 1995, retornou ainda mais lacônico na sequência. Por conta de sua experiência com o primeiro Babe, o ator se tornou vegano e, posteriormente, ativista pelos direitos dos animais. Muito entusiasmado com Babe: Pig in the City, ele chegou afirmar, numa entrevista em 1998, que já estava envolvido num futuro Babe III, cuja produção estaria em andamento, o que lhe daria uma nova oportunidade de atrair as atenções para uma história de mensagem anticarnista.
Christine Cavanaugh, que dublou Babe no primeiro filme e cuja voz passou a ser frequentemente associada ao personagem, foi abordada para reprisar seu papel, mas recusou por considerar baixo o salário que lhe foi proposto pela Universal. Assim, ela acabou substituída por E.G. Daily, uma vez que ambas as dubladoras trabalhavam juntas na série Rugrats. Entretanto, Cavanaugh foi financeiramente compensada pelo uso de sua voz durante a passagem em que Babe canta "la, la, la" nos trailers promocionais de Pig in the City, de modo que, no fim das contas, ela acabou obtendo um salário maior que o de Daily.
Danny Mann dublou novamente Ferdinand, o pato branco neurótico e corajoso que é o grande amigo de Babe. O ator comentou que inspirou-se em Ratso Rizzo, protagonista do longa-metragem Midnight Cowboy interpretado por Dustin Hoffman, para criar a personalidade de Ferdinand. Ao ficar cara a cara pela primeira vez com o pato, durante as filmagens do primeiro Babe, ele imediatamente associou ao animal o jeito nervoso e anasalado do personagem de Hoffman. Mann lembrou: "Quando fui para a Austrália pela primeira vez, senti, cheirei e procurei conhecer de verdade aquele carinha. Por alguma razão, Ratzo me veio em mente, e tem sido assim desde então". Mann também fez a voz do macaco-prego Tug, "cujas mãos são mais rápidas que os olhos e a voz é mais rápida que os ouvidos", e para tal precisou aprender a falar um inglês muito rápido, dizendo as palavras em sentido inverso, uma técnica conhecida como sdrawkcab.
Miller estava ansioso para que Mickey Rooney interpretasse um dos poucos personagens humanos do filme e, coincidentemente, o ator estava na Austrália na época da pré-produção. Durante a cerimônia de abertura de um resorte local em Melbourne, Miller aproximou-se de Rooney e lhe ofereceu o papel do palhaço vaudeville Fugly Floom, ao que o ator aceitou prontamente. Embora sua participação tenha sido editada em várias cenas, Rooney comentou que fazer o filme foi uma experiência gratificante, assim descrevendo seu personagem: "Eu interpreto um tipo de guardião do grupo dos chimpanzés e não consigo falar — exceto no idioma que eles entendem, o que foi incrivelmente desafiador e recompensador para mim como ator". Ele não via o filme como uma sequência, pois considerava que a obra "tinha vida própria".
Mary Stein foi escolhida para interpretar a proprietária do hotel no qual Esme e Babe se hospedam. A personagem, conhecida apenas como Senhorita Floom, é sobrinha de Fugly. Segundo o crítico Jay Boyar, do Orlando Sentinel, a "estrutura corporal longa e estreita, nariz proeminente e penteado bob dão [à atriz] a aparência vagamente perturbadora de uma criação de Edward Gorey". Foi o primeiro papel cinematográfico notável de Stein, que havia feito antes apenas comerciais para a televisão, pequenas participações em séries como Murphy Brown e Married... with Children e nos filmes Alice, Man of the Year e Dead Man on Campus. Em 1998, Stein declarou em entrevista que sua experiência no filme estava fazendo com que ela "reavaliasse seus objetivos" na profissão, visto que "dividir a tela com um porco acabou sendo um projeto técnico menos voltado para [a construção do] personagem do que ela estava acostumada". Ela interpretou a Senhorita Floom de uma forma enigmática, o que chamou a atenção do produtor Ron Howard e o levou a escalar a atriz, em 2000, para a comédia natalina How the Grinch Stole Christmas.
Novos atores juntaram-se ao elenco de vozes para a dublagem de uma família de chimpanzés desiludidos com a vida encontrados por Babe no hotel. Glenne Headly deu voz à Zootie, a mãe chimpanzé grávida vestindo roupas provocantes e Steven Wright dublou o marido de Zootie, Bob, que se considera muito inteligente. Os garotos Nathan Kress, com cinco anos na época, e Myles Jeffrey, com oito, alternavam-se no papel de Easy, o primata mais jovem do grupo; nesse caso, Miller optou por não recorrer ao convencional recurso de usar uma voz feminina aguda para a dublagem de um personagem masculino jovem, a exemplo do próprio Babe.  Nos bastidores, Easy era um chimpanzé de apenas 18 meses pertencente ao treinador de animais Steve Martin.
Thelonius, o orangotango filosófico e aristocrata, teve a voz do ator escocês James Cosmo, que procurou dar um tom elegante ao personagem. Como estava impossibilitado de viajar do Reino Unido para a Austrália, Cosmo realizou sua dublagem por meio de um telefone da Rede Digital de Serviços Integrados, com Miller ouvindo e comentando a milhares de quilômetros de distância. Mitra, o orangotango macho que interpretou Thelonius, foi emprestado do Jardim Zoológico de Singapura e viajou junto da irmã, Mia, para não se sentir sozinho durante as filmagens.
Outros atores entraram no projeto para dublar os personagens caninos que Babe encontra no hotel e nas ruas. Adam Goldberg, que naquele ano havia se destacado no papel do soldado Stanley Mellish em O Resgate do Soldado Ryan, emprestou sua voz ao cão Flealick, um improvável personagem heroico que sofre de artrite nas patas traseiras e precisa se locomover com a ajuda de duas rodinhas. Na vida real, o jack russel terrier que desempenhou o papel era saudável e pertencia ao treinador de animais Karl Lewis Miller. Eddie Barth dublou dois amigos inseparáveis: Nigel, um bulldog agorafóbico, e Alan, um simpático mastim napolitano.
Foi extremamente difícil encontrar a voz ideal para o Pitbull, visto que ele passa de "valentão" ameaçador a herói, graças à intervenção de Babe. O dublador deveria acompanhar essa transformação do personagem e ser capaz de tornar uma simples fala como "O que o porco disser é uma ordem" um momento crucial para a história; Stanley Ralph Ross ficou com o papel e também deu voz ao Doberman. Russi Taylor dublou a Poodle Cor-de-rosa, que tem sotaque sulista de Nova Orleans e foi descrita por alguns críticos como sonhadora e com maneirismos que remetem a Blanche DuBois. Bill Cappizi deu voz ao beague farejador uniformizado que detecta drogas no aeroporto de Metropolis, sendo o primeiro animal que Babe conhece na cidade.
Alguns atores e comediantes conhecidos na Austrália também fizeram pequenas participações no filme, tais como Paul Livingston (mais conhecido como Flacco), no papel de um cozinheiro furioso que tenta capturar Babe, e Mathew Parkinson, que aparece durante a sequência final como um nervoso garçom que tenta proteger uma grande pirâmide montada com taças de champanhe. O longa-metragem também foi um dos primeiros trabalhos de Naomi Watts no cinema; na época, ela era apenas uma aspirante a atriz de sucesso e sua participação consistiu no simples fornecimento de uma "voz adicional", não especificada.

### Figurino
Norma Moriceau, figurinista notável por seu trabalho na série Mad Max, criou as peças de roupa para todo o elenco humano e animal de Babe: Pig in the City. Ela projetou cerca de 150 vestidos formais de baile, além de smokings preto e branco, suéteres, trajes de palhaço, roupas de maternidade para a chimpanzé grávida Zootie e trajes estilosos para os chimpanzés Bob e Easy. O macaco-prego Tug, os cães Alan e Nigel e o orangotango Thelonius, que deveria exibir um visual elegante em tela, também receberam suas próprias vestimentas. Cada figurino foi elaborado de modo a combinar com a personalidade de cada indivíduo.
Como precisava de um amplo espaço para projetar e produzir centenas de figurinos, Moriceau trabalhou dentro de um grande armazém situado em Sydney, junto da equipe responsável pela animatrônica do filme, a qual era liderada pelo especialista em efeitos visuais Neal Scanlan. Os modelos animatrônicos facilitaram o trabalho da figurinista na produção dos acessórios e trajes dos macacos, uma vez que os animais reais seriam, naturalmente, incapazes de permanecer parados por tempo o suficiente para que ela realizasse os ajustes necessários nas roupas deles. Uma bizarra fantasia de palhaço teve de ser projetada em duas versões: uma pequena para ser usada por Rooney no início do filme e outra grande, para ser usada por Szubanski, no final.

### Ambientação

Momento em que Babe contempla o horizonte de Metropolis, sendo revelado que a fantasiosa cidade exibe pontos de referências de várias partes do mundo.

A direção de arte do filme ficou a cargo de Colin Gibson, enquanto o design de produção ficou por conta de Roger Ford, indicado ao Oscar por seu trabalho no longa-metragem original. A maior parte da ação se passa em Metropolis, uma metrópole imaginativa e fantasiosa cujo centro parece estar situado numa ilha que lembra a de Manhattan. A crítica Rita Kempley, do The Washington Post, definiu Metropolis como uma versão bizarra da Terra de Oz com uma atmosfera que remete à cidade do filme Brazil. Metropolis conta com diferentes estilos de arquitetura oriundos de todo o mundo e uma variedade de cursos de água, perceptíveis nos arredores do Hotel Flealands, onde Babe é hospedado. Esses rios funcionam como ruas e são inspirados nos canais de Veneza, na Itália.
No horizonte da cidade são visíveis monumentos de várias partes do mundo, tais como o World Trade Center, o Sears Tower, o Edifício Chrysler, o Empire State Building, o IDS Center, o MetLife Building, a Ópera de Sydney, o letreiro de Hollywood, a Ponte Golden Gate, a Berliner Fernsehturm, o Big Ben, a Praça Vermelha, a Estátua da Liberdade, a Torre Eiffel, o Cristo Redentor, entre outros. As capas da edição em DVD apresentam uma versão diferente do horizonte, mantendo o World Trade Center, a Ponte Golden Gate, o Empire State Building, o Big Ben, a Ópera de Sydney e a Praça Vermelha; entretanto, são adicionados outros edifícios, como o 40 Wall Street, o Flatiron Building, o World Financial Center e vários arranha-céus de Los Angeles, entre eles a U.S. Bank Tower.
O hotel e sua vizinhança peculiar foram construídos em estúdio na Austrália. Além de uma escada de quatro andares, o hotel apresentava em seu cenário interno um enorme átrio, construído em três seções que alcançavam grande altura, nas quais foram filmadas as complexas cenas envolvendo diversas espécies de animais. Do lado de fora, foi construído um bairro completo, contando com um canal sinuoso atravessado por cinco pequenas pontes, lojas, bangalôs, uma igreja e um cemitério em estilo russo, além de uma réplica do Metro Theater, um estabelecimento musical em estilo art déco localizado no centro de Sydney, no qual também se encontram os escritórios da Kennedy-Miller Productions. Segundo os profissionais da direção de arte que trabalharam no filme, esse pode ser considerado o maior cenário cinematográfico para cenas externas já construído em território australiano. A pedido de George Miller, Ford deu ao hotel uma aparência bastante "desequilibrada", para passar a impressão de que "se você chutasse com força, [a construção] cairia no canal".
Os ambientes contaram com um complexo sistema de iluminação, com mais de 550 fontes de luz visíveis em cena distribuídas por 158 circuitos dimmer controláveis individualmente, com toda a fiação instalada sob condições à prova d'água. A iluminação do hotel na sequência final, após o local ter sido transformado em uma casa noturna, exigiu o uso de 980 lâmpadas do tipo festoon.

### Filmagens
As filmagens ocorreram em Nova Gales do Sul, na Austrália, com locações em Sydney, entre o final de 1997 e setembro de 1998. Como não se previa nenhuma sequência para o primeiro Babe, a casa da fazenda dos Hoggett, construída nas terras altas da aldeia de Robertson, no sul do estado, acabou sendo demolida; para Pig in the City, a casa foi reconstruída no mesmo local. Muitas sequências foram filmadas no Fox Studios Australia, na época recém-inaugurado no local antes ocupado pelo Sydney Showgrounds, onde foram construídos o Hotel Flealands e seus arredores. As cenas que se passam no aeroporto de Metropolis foram registradas no Aeroporto Internacional de Sydney e as tomadas externas da sequência final exibem a ala norte do Sydney Hospital, situado na Macquarie Street. Entre outros pontos de referência de Sydney nos quais foram registradas sequências do filme, estão algumas áreas do centro financeiro, a ponte Pyrmont e o atualmente removido monotrilho da cidade.
Assim que chegou ao set, Szubanski foi preparada para usar um dispositivo semelhante a um arnês para "voar" durante as sequências do salão de baile e afirmou que foi "a experiência mais assustadora" de sua vida, pois ela ficou "coberta de gesso com apenas um canudo em cada narina para respirar". A respeito da cena de seu "voo", ela comentou: "Os dublês são incríveis. [...] Quando os via realizar uma proeza, eu pensava: 'Parece fácil', então, quando chegava a minha vez, eu olhava para baixo e dizia: 'Oh, meu Deus!'". Em outro momento, Szubanski e Stein teriam de andar em uma bicicleta tandem, o que exigiu muito treino e persistência de ambas, uma vez que os pés de Szubanski não alcançavam o chão e toda a frenagem do veículo teve que ser feita por Stein. Sem auxílio de dublês, as duas atrizes pedalaram corajosamente em tráfego real pela ponte Pyrmont, segurando a porta traseira de uma ambulância.
Cromwell também foi atraído pela ideia de realizar suas próprias sequências de ação. Em sua primeira cena, ele deveria sofrer uma queda de mais de 12 metros no fundo de um poço, cujo topo havia sido construído na locação da fazenda em Robertson e a seção transversal lateral de 12,19 metros foi erguida no Fox Studios, ao lado do set do salão de baile. Após analisar o cenário e consultar um coordenador de dublês, o ator concluiu que ele próprio poderia realizar, em etapas, a arriscada sequência. Miller concordou e, como resultado, a cena ganhou um aspecto mais realista, não precisando de cortes superficiais frequentemente vistos em sequências como essa.
Em determinados dias, as diversas unidades do filme (filmagens principais, segunda unidade, animatrônica, sequências de ação com dublês) funcionavam simultaneamente. Como os animais desempenhavam os papéis principais, Miller, que contava com um complexo centro de controle nos estúdios, comparava todo o longa-metragem a uma segunda unidade. A bancada móvel do diretor suportava até quatro monitores de circuito fechado de televisão com configurações de áudio associadas a pontos eletrônicos e câmeras que transmitiam os comandos de Miller para os profissionais de todas as unidades. Para a sequência em que Ferdinand voa entre um bando de pelicanos, uma equipe filmou de um helicóptero, durante vários dias, as nuvens necessárias para a composição da cena.

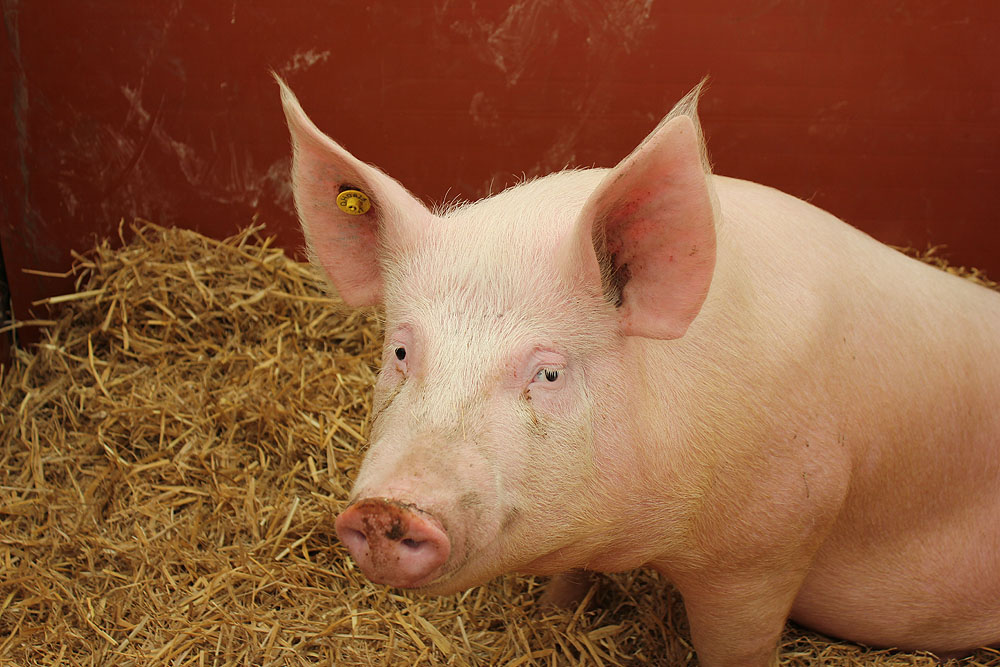
O papel do protagonista Babe foi desempenhado por diferentes leitoas da raça Large White Yorkshire.

A produção contou com 799 animais que tiveram de ser mantidos em alojamentos fechados durante dez meses, em estado de quarentena, uma vez que muitas das espécies haviam sido importadas de outras regiões. Os macacos-prego, por exemplo, vieram de Las Vegas e a maioria dos chimpanzés, de um criadouro mantido no sul da Califórnia por Steve Martin, um dos treinadores de animais. No total, foram contados 50 patos, 80 pombos, 100 porcos e entre 130 e 200 gatos, exigindo centenas de quilos de comida por dia. Em razão da quarentena e para evitar publicidade indesejada, os cineastas barravam a entrada de pessoas de fora nos locais das filmagens. Além de 600 profissionais nos bastidores, a produção também contou com 50 treinadores de animais. Para determinada sequência foram usados 26 500 balões, além de 1 200 figurantes.
A maioria dos animais foi alojada em instalações especialmente projetadas no Fox Studios, enquanto os restantes ficavam abrigados na fazenda dos Hoggett, em Robertson. A American Humane, organização dos Estados Unidos comprometida em garantir a segurança e o bem-estar dos animais em produções cinematográficas, relatou que, segundo a Royal Society for the Prevention of Cruelty to Animals e os treinadores envolvidos na produção, nenhum animal foi prejudicado durante as filmagens. Os treinadores usavam comandos de voz e mão com comida como recompensa. Nas cenas que pareciam colocar o animal em perigo, foram usados animatrônicos, animais protéticos e efeitos especiais.
Babe foi interpretado por seis porcos diferentes, todos da raça Large White Yorkshire e fêmeas, pois a produção assumia que não seria apropriado exibir a genitália proeminente dos machos. As leitoas foram selecionadas com base em sua "vivacidade e carisma", após passarem por uma seleção realizada por uma equipe que as alimentava, brincava com elas e as treinava por três semanas, quando se tornavam grandes demais para o papel. Antes do início das filmagens, Miller notou que os porcos repeliam os chimpanzés; como os primatas seriam parte essencial da história, foram necessárias várias semanas de convívio e treino para que os animais passassem a interagir amistosamente. Além disso, os ratos "cantores" do filme, que inicialmente eram seis, reproduziam-se rapidamente em seus alojamentos e já eram mais de 100 dentro de poucas semanas, causando um pequeno transtorno durante as gravações.
Dos 120 cães vistos em tela, mais da metade era proveniente de abrigos para animais da área de Sydney. Entre as raças, havia buldogue inglês, poodle francês, dobermann, boxer, beagle, pug e uma grande variedade de raças mistas. Também havia cerca de 200 gatos de todas as raças proeminentes e alguns sem raça definida. Segundo uma reportagem publicada no Los Angeles Times, no final das filmagens o elenco e a equipe decidiram adotar 75 cães vira-latas e voltaram com eles para casa; George Miller, inclusive, adotou um chihuahua. A American Humane, por sua vez, relatou que todos os cães foram adotados pelo elenco e a equipe do filme.

### Efeitos especiais
Os efeitos visuais do filme foram supervisionados por Chris Godfrey e criados por um trabalho conjunto dos estúdios Animal Logic, Rhythm & Hues e Mill Film. A animatrônica ficou a cargo de Neal Scanlan, vencedor do Oscar de Efeitos Visuais por seu trabalho no primeiro Babe. Ele chefiou uma equipe que incluía, entre outros especialistas, cinco escultores, seis fabricantes de moldes, doze designers de animatrônicos, sete artistas performárticos e um técnico em espuma e silicone, este último para lidar com aspectos pouco avançados da técnica da animatrônica, tais como reparo da robótica, de pêlos ou penas ao final de cada dia de trabalho.
O trabalho digital necessário para o filme incluía animais falantes, chroma keys, visão rotativa, cabos, composição e muito mais. O supervisor de efeitos Bill Westenhofer, da Rhythm & Hues, trabalhou nas filmagens das cenas que envolviam diálogos entre os animais. A Mill Film, por sua vez, operou o equipamento da câmera de controle de movimento, usada em sequências muito complexas, como as que envolviam vários animais reais contracenando; a instalação dessa câmera assemelhava-se a um canhão da Segunda Guerra Mundial e emitia um som incômodo ao qual os animais levaram algum tempo pata se acostumar.
A Mill Film também foi incumbida de criar o visual de uma significativa cena do longa-metragem, aquela em que Babe, do seu quarto no sótão do Hotel Flealands, contempla o horizonte de Metropolis e avista pontos referenciais de várias partes do mundo. O estúdio deveria proporcionar uma realidade fotografável à paisagem urbana imaginada por Miller, dando à cidade um horizonte verdadeiramente internacional.

### Edição e classificação indicativa
Assim como seu antecessor, Babe: Pig in the City passou por um período muito longo de pós-produção, a qual ocorria simultaneamente às filmagens, visto que os CGIs eram trabalhados ao mesmo tempo em que o filme era gravado. Miller ainda estava trabalhando na finalização dos cortes e mixagem até pouco tempo antes do lançamento do filme nos Estados Unidos. Nesse processo, o longa-metragem foi intensamente editado para propósitos estéticos e de classificação indicativa. De acordo com relatos da época, o personagem de Mickey Rooney, Fugly Floom, foi um dos mais afetados pela edição, sendo bastante reduzido na versão final, uma vez que o roteiro previa originalmente uma participação bem maior do personagem na história.
Nos Estados Unidos, o filme foi inicialmente classificado pela MPAA como "PG", indicando que a entrada de crianças nas sessões seria permitida apenas com o acompanhamento de um adulto. Antes do lançamento nos cinemas, os comerciais para a televisão e o pôster promocional mencionavam essa classificação. A fim de obter o selo "G" (permitido, sem restrições, a todos os públicos), o longa foi reeditado e enviado novamente à MPPA para revisão. Algumas cenas foram cortadas, entre elas a do peixe dourado debatendo-se fora da água e respirando pesadamente, que teria deixado os espectadores mais jovens muito aflitos durante testes de exibição e teve de ser encurtada. Um diálogo entre os chimpanzés no qual era usada a palavra damn ("maldito") teve de ser alterado, com o termo sendo substituído por darn, de conotação mais amena. Diante dessas mudanças, o filme foi reclassificado como "G" e assim foi lançado nos cinemas.

## Música

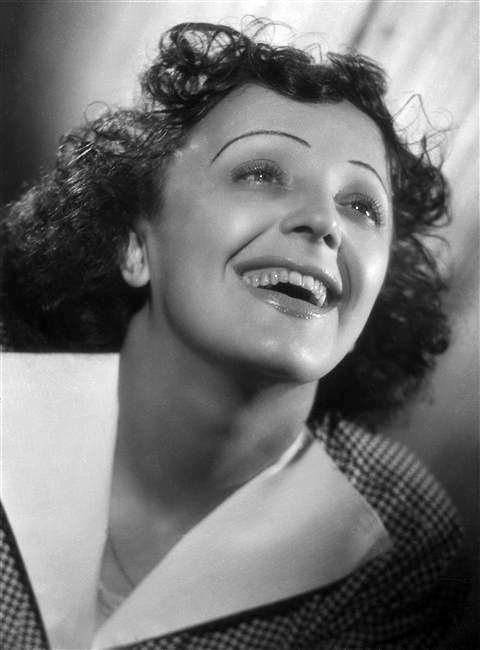
No filme, a canção "Non, je ne regrette rien", de Édith Piaf, ressalta os sentimentos de culpa e arrependimento experimentados por Babe.

Babe: Pig in the City começa com um desfile de boas-vindas no qual uma banda de metais executa uma versão rústica uptempo do tema principal do filme. Depois disso, músicas são usadas regularmente ao longo da trama. Os ratos cantores do filme original retornam com seu reportório musical expandido, incluindo fontes variadas como Elvis Presley, Édith Piaf e Dean Martin. Além dos roedores, desta vez também ganha destaque um coral formado apenas por gatos. Durante o clímax do filme, surge uma banda humana que acaba sendo apanhada em pleno caos.
A partitura orquestral foi composta por Nigel Westlake, que também assinou a trilha musical do primeiro filme. Além dos temas instrumentais, foram usadas outras canções, algumas das quais apresentadas na versão original e também de forma diegética pelos ratos cantores. Entre as canções instrumentais, destaca-se "Protected by Angels", executada pelo grupo irlandês The Chieftains e tocada durante a sequência da captura dos animais no hotel; a melodia de flautas e gaitas de fole da composição confere ao momento um tom fortemente emocional.
A canção de Piaf, "Non, je ne regrette rien", um dos temas principais do filme, é usada para ressaltar o arrependimento de Babe por ter acidentalmente machucado seu dono Arthur Hoggett e também para reforçar seu chamado à ação para a jornada do herói antes de o protagonista partir em sua missão de salvar a fazenda. A música, cuja letra fala sobre resiliência e superação do passado, se repete no momento em que o leitão acidentalmente provoca o incêndio no hospital durante a apresentação de Fugly Floom e, dessa forma, enfatiza ironicamente o acúmulo de tristeza e culpa em Babe conforme a trama se desenvolve.
O principal destaque da trilha sonora é "That'll Do", a primeira canção dedicada especialmente ao personagem Babe. A letra e a música foram compostas por Randy Newman e a produção ficou a cargo de Bob Ezrin. Os versos transmitem uma mensagem inspiradora e a melodia contém breves flautas irlandesas. No filme, a canção é interpretada por Peter Gabriel com a participação de Paddy Maloney e The Black Dyke Mills Band, sendo executada durante a primeira parte dos créditos finais. O título é originado da frase "That'll do, pig, that'll do" (em tradução livre: "É isso aí, porco, é isso aí"), dita por Arthur Hoggett a Babe na última cena de ambos os filmes.
Um álbum com a trilha sonora foi disponibilizado no formato CD em 24 de novembro de 1998 pela Geffen Records, apresentando algumas das partituras orquestrais de Westlake e as demais canções usadas no filme, além de algumas das peças cantadas pelos ratos, trechos de diálogos e efeitos sonoros. O álbum conta ainda com quatro faixas que não foram incluídas na versão final do longa-metragem, entre elas uma canção cantada por E.G. Daily, a voz de Babe. Apesar de ter sido usada várias vezes no filme, a canção "If I Had Words", tema principal do primeiro Babe, não foi incluída no álbum.

### Lista das faixas
| Babe: Pig in the City |                                 |                                  |                |         |  |
| N.º                   | Título                          | Compositor(es)                   | Intérprete(s)  | Duração |  |
| 1.                    | "That'll Do"                    | Randy Newman                     | Peter Gabriel  | 3:51    |  |
| 2.                    | "Babe: A Pig in the City"       |                                  |                | 1:22    |  |
| 3.                    | "The Returning Hero"            |                                  |                | 1:16    |  |
| 4.                    | "Non, je ne regrette rien"      | Charles Dumont e Michel Vaucaire | Édith Piaf     | 2:19    |  |
| 5.                    | "Chattanooga Choo Choo"         | Mack Gordon e Harry Warren       | Glenn Miller   | 3:14    |  |
| 6.                    | "Scram, This Is Not a Farm!"    |                                  |                | 2:27    |  |
| 7.                    | "That's Amore"                  | Jack Brooks e Harry Warren       | Dean Martin    | 3:07    |  |
| 8.                    | "Three Blind Mice"              |                                  |                | 0:41    |  |
| 9.                    | "A Pig Gets Wise"               |                                  |                | 1:17    |  |
| 10.                   | "Are You Lonesome Tonight?"     | Lou Handman e Roy Turk           | The Mavericks  | 2:59    |  |
| 11.                   | "Protected by Angels"           | Paddy Maloney                    | The Chieftains | 3:39    |  |
| 12.                   | "The Big City (Two Step Nadya)" |                                  | Terem Quartet  | 3:12    |  |
| 13.                   | "Babe's Lament"                 |                                  |                | 2:38    |  |
| 14.                   | "A Heart That's True"           | Kimmie Rhodes                    | E.G. Daily     | 3:58    |  |
| 15.                   | "The End"                       |                                  |                | 1:26    |  |
| 16.                   | "That'll Do" (Instrumental)     | Randy Newman                     | James Watson   | 3:57    |  |
| Duração total:        | Duração total:                  | Duração total:                   | Duração total: | 41:23   |  |

## Recepção

### Divulgação e lançamento
Ao contrário de seu antecessor, Babe: Pig in the City contou com uma ampla campanha de divulgação. A Universal Pictures publicou anúncios de duas páginas no Los Angeles Times por três dias seguidos na semana da estreia do filme nos Estados Unidos. A distribuidora também licenciou mais de 100 produtos em todo o mundo, incluindo brinquedos de pelúcia e de controle remoto, figuras em caixas de cereal, livros para colorir, álbuns de figurinhas, pantufas para bebês e adultos, conjuntos de roupa de cama, além de mais de 50 títulos impressos publicados, entre eles um livro de receitas vegetariano.
O filme foi lançado nos Estados Unidos em 25 de novembro de 1998, um dia antes do feriado de Ação de Graças. A estreia estava prevista para 15 de novembro, mas foi adiada na última hora, causando controvérsia quanto à natureza do filme e levantando rumores de problemas nos bastidores; Miller, entretanto, esclareceu que o cancelamento se deu devido à necessidade de ajustes urgentes no áudio do longa-metragem. Babe: Pig in the City estreou nacionalmente na Austrália em 10 de dezembro de 1998, mas houve uma primeira exibição para o elenco, equipe e convidados em 29 de novembro. No Brasil, foi lançado nos cinemas em 22 de janeiro e 1999 e contou com um público estimado em 220 273 espectadores (segundo dados do portal Filme B), ficando em nono lugar no ranking de filmes infantis mais vistos no país naquele ano, atrás de produções como Tarzan, A Bug's Life, Xuxa Requebra, Toy Story 2 e Castelo Rá-Tim-Bum.

### Bilheteria
Surpreendendo os executivos dos estúdios e da distribuidora, que previam que o filme repetiria ou superaria o sucesso financeiro de seu antecessor, Babe: Pig in the City decepcionou nas bilheterias, tanto domésticas quanto mundiais. Nos Estados Unidos, o filme foi considerado um fracasso comercial, arrecadando 18 319 860 dólares, ante seu orçamento de 90 milhões, muito abaixo dos 63 658 910 dólares angariados pelo longa-metragem original. Ficou em quinto lugar em seu fim de semana de estreia no país, arrecadando 6 162 640 dólares em 2 384 cinemas, com uma modesta média de 2 585 dólares por sala. Além da concorrência com A Bug's Life, Antz, O Príncipe do Egito e The Rugrats Movie — filmes infantis que tiveram retorno financeiro bem melhor —, Babe: Pig in the City sofreu com as acusações de ser "sombrio" e "muito macabro" para crianças, o que afastava ainda mais o seu público-alvo. No total, o filme alcançou 2 387 cinemas, ficando em exibição por apenas 12 fins de semana após sua estreia.
Os resultados insatisfatórios de bilheteria do filme, somado ao fracasso comercial de outros lançamentos de 1998 (Primary Colors, Fear and Loathing in Las Vegas, Out of Sight e Meet Joe Black), levaram o presidente e diretor executivo da Universal Pictures, Casey Silver, a renunciar ao cargo. O crítico Roger Ebert escreveu um artigo em defesa do longa-metragem, comentando: " O destino de Babe 2 não pode ser explicado dizendo que o público não gostou, pois o público não o viu. [...] Por que a maioria das notícias informa que Babe 2 fracassou e não que ele é um ótimo filme? Porque o chefe da Universal foi demitido após o fracasso do porco – por chefes corporativos que, assim, brilhantemente se certificaram de que as manchetes sobre Babe 2 em sua primeira semana seriam negativas".
Na Austrália, o longa-metragem obteve maior lucro, arrecadando 4 328 511 dólares, ficando em primeiro lugar nas bilheterias do país em 1998,  com acréscimo de 3 443 240 após ser relançado na temporada de Natal/Ano Novo do ano seguinte, totalizando 7 771 751 dólares e finalizando em terceiro lugar nas bilheterias de 1999. Entretanto, esse resultado ainda era baixo se comparado ao do filme original, que obteve 36 776 544 dólares em território australiano. Em todo o mundo, Babe: Pig in the City arrecadou um total de 69 131 860 dólares,  enquanto o primeiro Babe obteve 254 134 910 dólares internacionalmente.

### Crítica contemporânea ao filme
Na época de seu lançamento, Babe: Pig in the City foi criticado por se distanciar da atmosfera despreocupada e encantadora do longa-metragem original. Nos Estados Unidos, vários críticos de cinema o definiram como "sombrio" e "bizarro" devido às cenas violentas e o denunciaram como muito cruel para o público infantil. No Reino Unido, o crítico Xan Brooks, em matéria publicada no The Guardian, relatou que, ao participar de uma exibição teste do filme, notou que várias crianças, aflitas, abandonaram a sala de cinema durante as sequências mais tensas.
Nesse sentido, Peter Stack, do San Francisco Chronicle, o considerou uma "bagunça desesperada e patética" por retratar "a crueldade com os animais em nome da comédia pastelão", enquanto Janet Maslin, do The New York Times, opinou que o longa agradaria apenas os "fãs mais fervorosos" de Babe e que não faria sucesso algum caso tivesse sido lançado antes do filme original.
Em revisão publicada no The Hollywood Reporter, Duane Byrge comentou que o filme foi "encurralado por uma história sem graça e por sensibilidades sujas", ao passo que Kenneth Turan, do Los Angeles Times enfatizou que a tendência de Miller de explorar temas sombrios evidenciou uma "inclinação para o grotesco [semelhante à] que marcou o malfadado Batman Returns, de Tim Burton" e Shawn Levy, do The Oregonian, destacou que "há um pouco de diversão, mas não é o entretenimento alegre que você pode esperar do seu leitão favorito".
No Reino Unido, Andrew Collins, da Empire, atribuiu uma de cinco estrelas ao filme e comentou que "o que Babe tinha de alegria inveterada, a sequência tem de depressão inquietante". No Brasil, José Geraldo Couto, escrevendo para a Folha de S.Paulo, definiu a obra como "um filme por vezes divertido, por vezes deslumbrante, por vezes feroz, mas quase nunca gracioso como o primeiro Babe" e opinou que o longa "ganha em ação, mas perde em poesia".
Alguns aspectos técnicos do filme também foram criticados. Maslin comentou que a escuridão das cenas que se passam no hotel "estraga parte da diversão" e que a sequência em que Esme, em traje de palhaço, se balança no lustre de um salão de festas quase faz o filme "perder o rumo". Collins, por sua vez, opinou que os efeitos visuais da cena na qual o pato Ferdinand voa com pelicanos não eram nem um pouco convincentes. Em consonância com as críticas negativas, o filme foi nomeado em 1998 ao prêmio satírico Stinker Award (precursor do Framboesa de Ouro) de "Sequência que Ninguém Estava Pedindo".
Por outro lado, o longa-metragem foi avaliado positivamente por boa parte da crítica especializada. O influente crítico Roger Ebert o considerou "mais mágico que o original", classificando-o com a pontuação máxima de quatro estrelas. Gene Siskel o escolheu como o melhor filme de 1998, em detrimento de produções voltadas para adultos, como O Resgate do Soldado Ryan, A Vida É Bela e Shakespeare in Love; Siskel também o considerou melhor que o primeiro filme, Babe. Pat Graham, do Chicago Reader, declarou: "Desculpem-me, fãs de Mad Max, mas [Babe: Pig in the City] é a obra-prima de George Miller, talvez até o melhor filme comercial de 1998".
Lisa Schwarzbaum, da Entertainment Weekly, atribuiu ao filme uma nota A- (numa escala de A+ a F) e opinou que os tão criticados aspectos sombrios eram justamente o fator que o tornavam "brilhante". Escrevendo à Variety, Leonard Klady resumiu o filme como o resultado de um "esforço inigualável mascarado por uma história fantástica" e elogiou as atuações de Magda Szubanski, Mary Stein e Mickey Rooney. Além disso, Klady argumentou que os comentários sobre o tom assustador e defeitos técnicos eram infundados e não ficavam evidentes na versão final do longa-metragem.
Ao New York Daily News, Dave Kehr escreveu que "para adultos e crianças mais velhas é um trabalho incrível, muito mais complexo em seus efeitos de animais falantes e muito mais ambicioso em termos de design do que o primeiro filme". Babe: Pig in the City também recebeu comentários positivos de, entre outros críticos, Mark Caro (Chicago Tribune), Jay Boyar (Orlando Sentinel), Andy Seiler (USA Today), Howard Cohen (Miami Herald), Carrie Rickey (The Philadelphia Inquirer), Jay Carr (The Boston Globe), Marc Savlov (The Austin Chronicle) e Rita Kempley (The Washington Post).

### Visão em retrospecto
O agregador de críticas de cinema e televisão Rotten Tomatoes informa que 65% de 65 críticos especializados avaliaram o filme positivamente, e apresenta o seguinte consenso: "Não é tão bom quanto o original e possui algumas temáticas sombrias que podem não ser apropriadas para crianças". O Metacritic, agregador que atribui uma pontuação normalizada de 100 com base em avaliações de críticos conceituados, deu-lhe uma nota de 68 com base em 25 análises, indicando "avaliações geralmente favoráveis". O público que colabora com a empresa de pesquisa de mercado CinemaScore atribuiu ao filme uma nota B numa escala de A+ a F.
Desde o lançamento nos cinemas, Babe: Pig in the City se tornou uma produção cult. Entre seus fãs está Tom Waits, que o elogiou durante uma entrevista à revista Mojo em 2010. Em resenha de 2008 publicada no The A.V. Club, Scott Tobias comenta que a obra é admirada por trazer situações e mensagens comuns a qualquer filme infantil, mas de uma forma diferente de produções recentes que procuram poupar as crianças de "qualquer coisa remotamente assustadora ou impressionante". Chris Mohney, em artigo de 2019 publicado no Yahoo.com, reforça essa visão e salienta que "muitos adultos contemporâneos que viram o filme quando crianças se lembram vivamente dele, do quão impressionante e diferente ele era, o que é uma experiência única ao se assistir filmes e que vale a pena capturar e recriar onde pudermos".
Em 2016, o crítico de cinema Luke Buckmaster publicou no The Guardian um artigo elogioso ao filme, o qual considera "um exemplo de sequência que reinventa a história original, em vez de simplesmente estendê-la". Ele comentou que os rumores sobre o filme ser supostamente muito sombrio para crianças tenham talvez contribuído para obscurecer o "trabalho fenomenal" de direção de arte e cinematografia da obra e questionou se este não seria "o filme australiano mais subestimado da história". Nesse mesmo ano, o corroteirista Mark Lamprell afirmou em entrevista que Babe: Pig in the City vem passando por uma reavaliação crítica nos Estados Unidos, com as escolas de cinema de Harvard e Yale incluindo o filme em seus currículos.

### Reconhecimento
Em 1999, o filme recebeu nomeações a premiações diversas. Randy Newman foi indicado ao Oscar na categoria de Melhor Canção Original por "That'll Do", música-tema do longa-metragem escrita por ele e interpretada por Peter Gabriel. Ambos apresentaram a música durante a transmissão da cerimônia. Na edição dos Prêmios Satellite daquele ano, "That'll Do" também foi nomeada na mesma categoria e o filme concorreu na categoria de Melhores Efeitos Visuais.
O longa-metragem também foi indicado ao Prêmio Saturno de Melhor Filme de Fantasia e os especialistas em efeitos especiais Bill Westenhofer, Neal Scanlan, Chris Godfrey e Grahame Andrew receberam nomeação ao BAFTA de Melhores Efeitos Visuais. Na edição dos Prêmios Online Film & Television Association, a produção foi nomeada nas categorias de Melhor Filme Família, Melhor Atriz em Filme Família (Magda Szubanski), Melhor Elenco em Filme Família, Melhor Design de Produção, Melhores Efeitos Visuais e Melhor Website Profissional de Filme. O diretor de fotografia Andrew Lesnie foi nomeado ao Chlotrudis Award de Melhor Cinematografia e o longa-metragem concorreu ao Prêmio Golden Reel de melhor edição de som para filme estrangeiro.
Na edição anual do Kids' Choice Awards, Babe foi indicado ao Prêmio Blimp de Ator Animal Favorito. O longa-metragem também concorreu ao Young Artist Award de Melhor Filme Família: Animação, enquanto Myles Jeffrey foi indicado na categoria de Melhor Desempenho em Dublagem de Filme ou Televisão: Melhor Ator Jovem, por sua interpretação de Easy. Jeffrey também recebeu o YoungStar Awards de Melhor Talento de Dublagem, premiação promovida pelo The Hollywood Reporter, tornando-se este o único prêmio vencido pela produção.
Roger Ebert colocou Babe: Pig in the City em sétimo lugar na sua lista de 10 melhores filmes de 1998, e Gene Siskel o classificou como o melhor longa-metragem daquele ano em sua lista publicada no Chicago Tribune, comentando: "A seleção deste filme como número um não é uma brincadeira. Meu critério para essa honra sempre foi o filme que melhor expressa a alegria do cinema e amplia nossa noção do que um filme pode ser". A Rolling Stone o classificou em quinquagésimo quinto lugar em sua lista dos 100 maiores filmes dos anos 90. A revista Paste, a publicação online sobre entretenimento Slant Magazine e o site brasileiro de cultura pop Valkirias.com.br também o listaram como um dos melhores filmes de 1998.
Babe: Pig in the City foi listado como um dos dez "tesouros cinematográficos quase ou completamente esquecidos" da década de 1990 em uma publicação da Online Film Critics Society, além de ser lembrado em listas de filmes mais subestimados na época de seu lançamento publicadas por fontes diversas, tais como Moviefone, Bustle, Screen Rant (juntamente com o filme original) e Internet Movie Database.
Fugly Floom aparece nas listas dos críticos de cinema Tim Robey e Sarah Crompton (The Daily Telegraph) e Scott Bowles (USA Today) como um dos melhores papéis interpretados por Mickey Rooney. "That'll Do" era a canção favorita de Terry Wogan, famoso apresentador de rádio e televisão da rede BBC; quando Wogan faleceu em 2016, Peter Gabriel cantou a música num memorial em homenagem ao apresentador, sendo que o cantor havia tocado a música ao vivo apenas duas vezes antes.

## Controvérsias, temas e análises

### Um filme infantil com tendências sombrias
Grande parte das análises sobre Babe: Pig in the City centra-se em seu tom considerado pesado para o público infantil. Chris Mohney define o filme como uma versão "inquestionavelmente perversa da beleza pastoral de Babe" e ressalta que o que se absorve em uma visão contemporânea da obra "não é apenas a escuridão, mas a estranheza, que às vezes se transforma em ameaça que, por sua vez, se transforma em pastelão, levando inexoravelmente a uma violência hiper-real". Para o crítico, esses fatores conferem ao longa-metragem um aspecto bem mais cult do que a seu antecessor de 1995 que, na opinião dele, "tornou-se, em retrospecto, uma frivolidade leve e esquecível". Scott Tobias, em contrapartida, argumenta que o filme original também apresenta sua parcela de tons sombrios, por exemplo, ao deixar claro a seu público-alvo que Babe cumpriria seu destino de virar carne caso não tivesse se destacado entre os outros porcos.
Ao website Polygon, Andrew Todd escreve que o filme aborda em vários graus a morte, a auto-aversão, o abandono, a desconfiança e até o suicídio. O crítico também ressalta que os chimpanzés Bob e Zootie exibem uma perspectiva bastante niilista da vida. Outros autores observam que os animais abandonados nas ruas de Metropolis remetem ao drama dos desabrigados ou requerentes de asilo nos centros urbanos, a poodle cor-de-rosa apresenta traços que a associam fortemente a uma ex-trabalhadora sexual e toda a trama dos animais rejeitados vivendo escondidos no hotel e sua posterior captura pelas autoridades evocam o Holocausto.
Todd destaca que o longa-metragem tem uma "atmosfera de arrependimento às vezes esmagadora" que é "temperada pela esperança" graças às ações benevolentes do porco; todos os personagens carregam algum tipo de culpa, a exemplo de Babe, por ter causado o acidente de seu dono, e Thelonius, que lamenta não ter impedido a morte de seu mestre Fugly Floom. Além disso, muitos personagens têm motivos para pedir perdão, mas nenhum deles pede, simplesmente admitem seus erros a si mesmos e aos outros e se esforçam para melhorar suas atitudes a partir de então. O crítico conclui que esses fatores tornam o filme "uma história sutil e excepcionalmente estranha sobre empatia, expiação, perdão e decência [que] pode não ter sido o que público esperava nos anos 90, [...] mas que no ambiente atual de feudos no Twitter, movimentos de ódio e construção de muros, parece absolutamente vital".
Quando questionados sobre a atmosfera pesada da obra, vários anos depois do lançamento do filme, James Cromwell e George Miller apresentaram visões diferentes. Cromwell afirmou que os elementos sombrios surgiram de uma ideia de que "você levou a família para assistir ao primeiro filme e deixou as crianças em casa para [assistir] ao segundo". Miller, por sua vez, esclareceu que "não se tratava especificamente de deixar as crianças em casa"; ele mencionou Pinóquio, outra obra sombria direcionada ao público infantil, como seu filme favorito e enfatizou que "essas histórias são para o adulto da criança e a criança do adulto".

### Crueldade, exploração e representação animal
Várias cenas do filme causaram controvérsia por retratarem a crueldade contra animais, como a sequência em que Babe salva um cão agressivo da morte e aquela em que Flealick é arrastado por um veículo. A respeito desses momentos, o crítico Peter Stack questionou: "Queremos testemunhar um cachorro, mesmo que de uma raça tão difamada como o pitbull, ficar cruelmente preso por sua corrente, pendurado em uma ponte e ficar embaixo d'água por tanto tempo até os espectadores acharem que ele morreu como um criminoso condenado à forca? É engraçado que um jack russel terrier com pernas aleijadas vá parar no chassi de uma ambulância em alta velocidade, seja quase esmagado sob as rodas e depois arremessado, como uma casca de banana, em um meio-fio?". Segundo Stacker, o roteiro trata essas situações como simples brincadeiras para mostrar o heroísmo de Babe, como se o filme parecesse não ter noção da crueldade que elas representam.
Por outro lado, a antropóloga Nádia Farage, do Departamento de Antropologia da Unicamp, tem uma visão positiva sobre as mensagens que o filme quis passar em relação aos animais. Ela observa que, enquanto o primeiro Babe "subverte a velha ordem da predação", funcionando como "contra-argumento às alegadas razões de ordem biológica para o abate e consumo dos corpos animais", Babe: Pig in the City expande a crítica a outras práticas exploratórias de animais, como "a experimentação biomédica (imageticamente articulada ao consumo de carne, por meio da cena de um jantar de confraternização de médicos em uma universidade), a manipulação genética (um bull terrier que sofre por só querer matar e não nutrir outros desejos), além de incidir sobre a triste condição dos animais em contexto urbano, notadamente o abandono de cães e gatos".
Jeremy Griffith, biólogo e escritor australiano, menciona o filme em seu livro Freedom: The End of the Human Condition como uma ilustração de sua tese sobre a importância da inocência em oposição à negação na compreensão da condição humana. Segundo o autor, a fazenda do filme representa a realidade, enquanto a cidade simboliza a negação (ou a alienação). Quando capturados, os animais da cidade passam a funcionar como uma alegoria da humanidade com a alma aprisionada, ou seja, incapaz de compreender sua própria condição. Babe representa, então, a inocência, que é o elemento capaz de enfrentar e derrotar a alienação (cidade) e libertar a alma humana capturada (os animais no cativeiro). Após salvar a vida do cão agressivo que o atacou, Babe recebe dele uma coleira com pontas de ferro, indicando que o cachorro reconhece que não tem inocência ou firmeza suficiente para realizar um gesto tão nobre quanto o do porco; esse momento simbolizaria que a busca pela compreensão de nossa própria condição é uma tarefa perigosa que exige inocência e tenacidade.
Conforme discutido no livro Family Films in Global Cinema: The World Beyond Disney, editado por Noel Brown e Bruce Babington, o filme apresenta um notório idealismo ecopolítico no momento em que Babe traz animais abandonados nas ruas para o hotel, promove distribuição de comida a todos e um momento de reconciliação entre espécies rivais (cães e gatos). Os autores também notam que a antropomorfização do leitão é paralela a uma curiosa "'porcinificação' benigna" de dois personagens humanos: Esme e o juiz que a libera da prisão. Gorda e com pele rosada, Esme veste uma fantasia que acidentalmente infla em grandes proporções, o que a torna um grande esferoide cor-de-rosa ao tentar resgatar Babe; o juiz, por sua vez, também possui características físicas "inegavelmente suínas".

### Alusões culturais e religiosas
O filme, por sua atmosfera e mensagens, é frequentemente relacionado à franquia de ação Mad Max, também criada por George Miller. Em análise publicada na revista eletrônica Spectrum Culture, Peter Tabakis comenta que Metropolis "existe no mesmo universo espiritual que acabará por gerar as gangues de motoqueiros do vasto deserto de Mad Max" e que as sequências de ação de Pig in the City ofereceram visualmente a Miller "um campo de testes" para Estrada da Fúria. Griffith, por sua vez, destaca que tanto os dois filmes de Babe quanto a trilogia Mad Max apresentam o mesmo tema da "inocência não reconhecida" que resgata a humanidade de uma "escravidão das trevas em um mundo cego e alienado".

Numa das cenas mais controversas do filme, Babe salva a vida de um bull terrier que, preso a uma corrente, morreria afogado. Estudiosos apontam nessa cena diversas mensagens e simbolismos, incluindo alusões religiosas.

Alguns autores consideram o filme quase ou completamente surrealista e com estilo próximo ao de David Lynch em alguns momentos, particularmente na sequência em que Babe, perseguido implacavelmente pelo bull terrier, tem visões frenéticas e fragmentadas de vários momentos de seu passado. O crítico Scott Tobias oberva que a forma como essa sequência foi editada remete a passagens de Don't Look Now, filme de suspense que conta com semelhante recurso de flashbacks e, coincidentemente, também exibe canais venezianos. O momento em que os oficiais do controle de animais atacam subitamente o hotel, capturam os bichos e os levam para um laboratório de vivissecção é visto como uma alusão à cena de A Lista de Schindler em que os judeus são liquidados no gueto pelos oficiais nazistas.
Há também uma correlação com Pinóquio quando Babe, seduzido por uma proposta de recompensa em dinheiro para a salvar a fazenda, é convencido a juntar-se ao grupo dos chimpanzés de Fugly Floom, assim como Pinóquio foi seduzido a participar dos espetáculos de marionetes; tanto o porco quanto o boneco de madeira passam por situações degradantes no palco em suas respectivas histórias. O nome do orogotango Thelonius é interpretado como uma piada adulta que alude ao jazzista americano Thelonious Monk (seria, implicitamente, um jogo de palavras com Monk e monkey, que significa "macaco" em inglês).
No livro The Routledge Companion to Religion and Film, Adele Reinhartz discorre sobre as Christ-figures ("figuras de Cristo", em tradução livre) no cinema, as quais ela define como "personagens fictícias que se assemelham a Jesus de alguma maneira significativa". Esse fenômeno é muito recorrente em produções com animais protagonistas, que frequentemente desempenham o papel de salvadores ou redentores de outros animais, como em O Rei Leão, ou de humanos, como na série  The Chronicles of Narnia ou em Charlotte's Web; a autora menciona Babe: Pig in the City para ilustrar esse segundo caso, uma vez que Babe seria uma Christ-figure cuja missão primordial é salvar a fazenda de seus donos. Brooks, por sua vez, observa que o porco acaba se tornando uma espécie de messias também para os animais abandonados da cidade, a exemplo do momento em que ele reúne os famintos e os alimenta com um pote de jujubas.
Ed McNulty, da revista cristã Read the Spirit, reforça essa ideia e comenta que Babe, antes um pastor de ovelhas bem-sucedido na fazenda, torna-se na cidade, assim como Jesus em Marcos 6:34, um "pastor dos excluídos" no momento em que decide ajudar os animais de rua que lhe imploram compaixão. Segundo o autor, a cena na qual Babe salva o pitbull é a melhor do filme sob uma perspectiva cristã, visto que nessa passagem o cachorro fica tão surpreso com o gesto do porco que "passa pelo que o Novo Testamento chama de 'metanoia', uma mudança de direção/mente/arrependimento profundo".

### Um drama sobre imigração
O filme foi interpretado pelo crítico Walter Chaw, do website Decider.com (operado pelo New York Post), como "um drama agudo e angustiante sobre a imigração", num contexto de crítica à política de controle de imigração do governo Donald Trump. Babe e Esme seriam análogos a refugiados que procuram se ajustar a um novo país na tentativa de solucionar problemas advindos da precariedade de sua existência baseada unicamente na agricultura de subsistência. Isso ficaria explícito pelo fato de os protagonistas sofrerem com a intolerância na terra estranha e por Babe conquistar a confiança dos habitantes da cidade somente depois de confrontá-los com os preconceitos deles e demonstrar ser capaz de contribuir materialmente para o bem social maior.
Chaw comenta que o filme se aprofunda ainda mais na temática, mencionando a sequência em que os animais, denunciados por vizinhos intolerantes, são capturados no hotel por agentes do controle animal: "a representação prolongada de Miller da captura dos infelizes carrega ecos de todos os tempos ao longo da história, quando os indesejados e desprovidos de privilégios foram forçados a se mudar para guetos, prisões, campos de concentração e coisas piores". Dessa forma, a conclusão feliz do filme, com o retorno de Babe e Esme à fazenda e a "união dos dois mundos" promovida pelo porco reforça uma mensagem otimista de boa convivência entre os diferentes, mostrando que "quanto maior a escuridão, mais importante a bondade se torna".

## Adaptação para outras mídias

### Livros
Em 1998, Justine Korman e Ron Fontes escreveram Babe: Pig in the City: a Storybook, a primeira romantização oficial do filme; publicado pela Random House, o livro infanto-juvenil apresenta oito páginas ilustradas com fotos coloridas. Nesse mesmo ano, Neil Morris escreveu Babe Pig in the City: The Big City Adventure, uma versão expandida com 64 páginas, lançada pela marca Puffin Books da editora Penguin Books. Em 2008, uma versão do romance de Korman e Fontes, adaptada por John Escott e voltada para pré-adolescentes, foi publicada pela Pearson Education.

### Mídia doméstica
Em 4 de maio de 1999, o filme foi simultaneamente lançado em VHS, DVD (nos formatos widescreen e pan e scan) e laserdisc. O longa foi disponibilizado em DVD numa edição dupla com o Babe original em 22 de maio de 2001. Em 23 de setemro de 2003, foi relançado em DVD como parte da edição "The Complete Adventure Two-Movie Pig Pack", a qual apresentava separadamente os filmes nos formatos widescreen e pan e scan. Em 12 de novembro de 2004, foi relançado em DVD como parte de uma edição "Family Double Feature", que também incluía o primeiro filme em ambos os formatos de vídeo.
O lançamento em Blu-ray ocorreu em 7 de maio de 2013, trazendo pela primeira vez o filme com transferência para 1080p codificada em VC-1 e com a proporção de tela original apresentada nos cinemas (1,85:1). Jeffrey Kauffman, do Blu-ray.com, avaliou a edição com 3,5 de 5 estrelas possíveis, elogiando o áudio, a precisão das cores e a boa definição geral das imagens, apesar de ter criticado detalhes como nitidez artificial e granulação. Embora os efeitos visuais do filme sejam bastante proeminentes e provoquem curiosidade sobre como foram feitos, as edições em DVD e Blu-ray não apresentam material bônus com informações sobre esse assunto nem outros detalhes relevantes sobre os bastidores da produção do longa-metragem.

### Jogos eletrônicos
Em 25 de novembro de 1999, foi lançado para Game Boy Color o jogo eletrônico de quebra-cabeça Babe and Friends, baseado nos dois filmes da série. Com gráficos que assemelhavam-se ao de The Legend of Zelda: Link's Awakening, o jogo consistia no porco protagonista guiando um rebanho de ovelhas por 40 níveis que abrangiam locais como a fazenda, o aeroporto e a cidade. Craig Harris, do portal IGN, atribuiu-lhe uma nota 7 (bom), considerando-o "um jogo decente para crianças, [mas não] para adolescentes ou pessoas mais velhas, a menos que você goste realmente de porcos". Em 21 de setembro de 2006, um jogo também baseado nos dois filmes e com o mesmo tipo de jogabilidade foi disponibilizado pela primeira vez para PlayStation 2; esse lançamento, entretanto, teve uma recepção bastante negativa.